# Цзюсань
Группа компаний Цзюсань (Chinese: 九三粮油工业集团有限公司（简称：九三集团）) — китайская государственная маслоперерабатывающая и продовольственная корпорация, является одной из государственных холдинговых компаний пищевой промышленности Китая. Jiusan Group является одним крупнейших в Китайской Народной Республике переработчиков сои. Активы компании оцениваются в 20 млрд. юаней.

## Общие сведения
Группа компаний Цзюсань одним из 151 государственных сельскохозяйственных предприятий в Китае. Основным продуктом переработки является соя, из которой компания производит соевое масло, а также продукты глубокой переработки, в том числе и БАД из сои. Кроме того, компания также занимается производством подсолнечного, рапсового и льняного масла.
На сегодняшний день в компании работает около 2770 человек, а ежегодно перерабатывается около 12 млн тонн сои. Из которых производят 2 млн. 200 тыс.[прояснить] соевого масла, 9 млн. 600 тыс.[прояснить] продуктов из соевого белка. Ежегодный объём реализации продукции составляет 45 млрд юаней, общий объём импортно-экспортной деятельности составляет 6 млрд. долларов США.
Бренд Цзюсань 11 раз входил в список «500 лучших брендов Китая», на сегодняшний день стоимость бренда оценивается в 37,6 млрд юаней.

## Экономические показатели
По своим экономическим показателям компания входит в список самых крупных компаний КНР. С 2005 года компания постоянно входит в перечень «500 лучших компаний КНР». В списке 500 производственных компаний Китая, компания занимает 235 место. Начиная с 2003 года высшие государственные деятели посещали компанию, в том числе Председатель КНР Си Цзинпин, премьер Государственного Совета КНР Ли Кэцян и другие.